# Доннан, Фредерик Джордж
Фредерик Джордж До́ннан (англ. Frederick George Donnan; 1870—1956) — английский физикохимик. Основные работы посвящены изучению растворов и коллоидных систем. Создал теорию мембранного равновесия (Доннана равновесие).
Член Лондонского королевского общества (1911).

## Биография
Получил образование в Университете Квинс в Белфасте, в Лейпцигском и Берлинском университетах. В 1898—1901 гг. работал в Университете Квинс в Белфасте, в 1902 г. ассистент в Университетском колледже Лондона, в 1903—1904 гг. — преподаватель органической химии колледжа Королевского общества в Дублине. С 1904 г. профессор Ливерпульского университета, в 1913—1937 гг. профессор Университетского колледжа Лондона. Президент Химического общества Лондона (1937—1939). Президент Британской ассоциации химиков (1940—1941). 

## Основные достижения
В 1911 году создал теорию мембранного равновесия (Доннана равновесие), экспериментально проверил адсорбционное уравнение Джозайя Гиббса. Соавтор эффекта Гиббса — Доннана.

## Награды и признание
- 1920 — Командор Ордена Британской империи
- 1928 — Медаль Дэви

## Публикации
- Donnan, F. G. (1924). The theory of membrane equilibria. Chemical Reviews, 1(1), 73-90.
- Donnan, F. G. (1995). Theory of membrane equilibria and membrane potentials in the presence of non-dialysing electrolytes. A contribution to physical-chemical physiology. Journal of Membrane Science, 100(1), 45-55.
- Donnan, F. G., & Harris, A. B. (1911). The osmotic pressure and conductivity of aqueous solutions of congo-red, and reversible membrane equilibria. Journal of the Chemical Society, Transactions, 99, 1554—1577.
- Donnan, F. G. (1928). The mystery of Life. Journal of Chemical Education, 5(12), 1558.
- Donnan, F. G. (1896). Versuche über die Beziehung zwischen der elektrolytischen Dissociation und der Lichtabsorption in Lösungen. Zeitschrift für Physikalische Chemie, 19(1), 465—488.